# Curtiss NC
Curtiss NC byl hydroplán vyvinutý americkou společností Curtiss Aeroplane and Motor Company. Celkem bylo postaveno deset letounů tohoto typu. Curtiss NC-4, čtvrtý postavený letoun toho typu, se roku 1919 stal prvním letadlem, které uskutečnilo transatlantický let. Typ měl přezdívku „Nancy Boats“.

## Historie

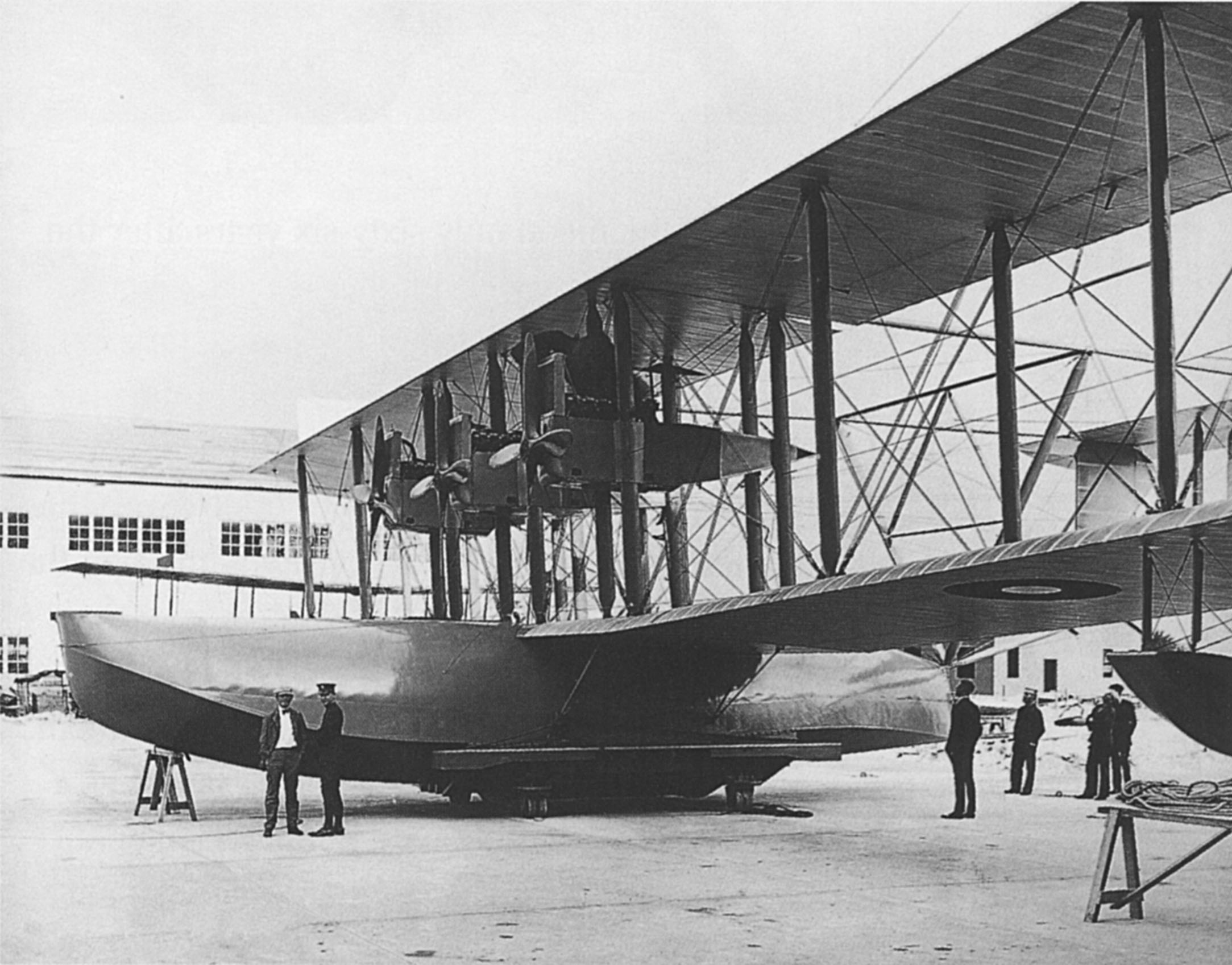
Curtiss NC-1 dne 3. října 1918. Letoun je ještě v původní konfiguraci se třemi motory.

Hydroplány Curtiss NC byly vyvinuty za první světové války. Americké námořnictvo požadovalo letouny s delším doletem pro protiponorkové hlídkování. Protože za války se USA a státy Dohody vyrovnávaly s velkými ztrátami nákladních lodí, výhodou nového letounu měla být schopnost vlástními silami přelétnout z USA do válečné zóny v Evropě. Celkem bylo postaveno deset letounů tohoto typu.

### První přelet Atlantiku

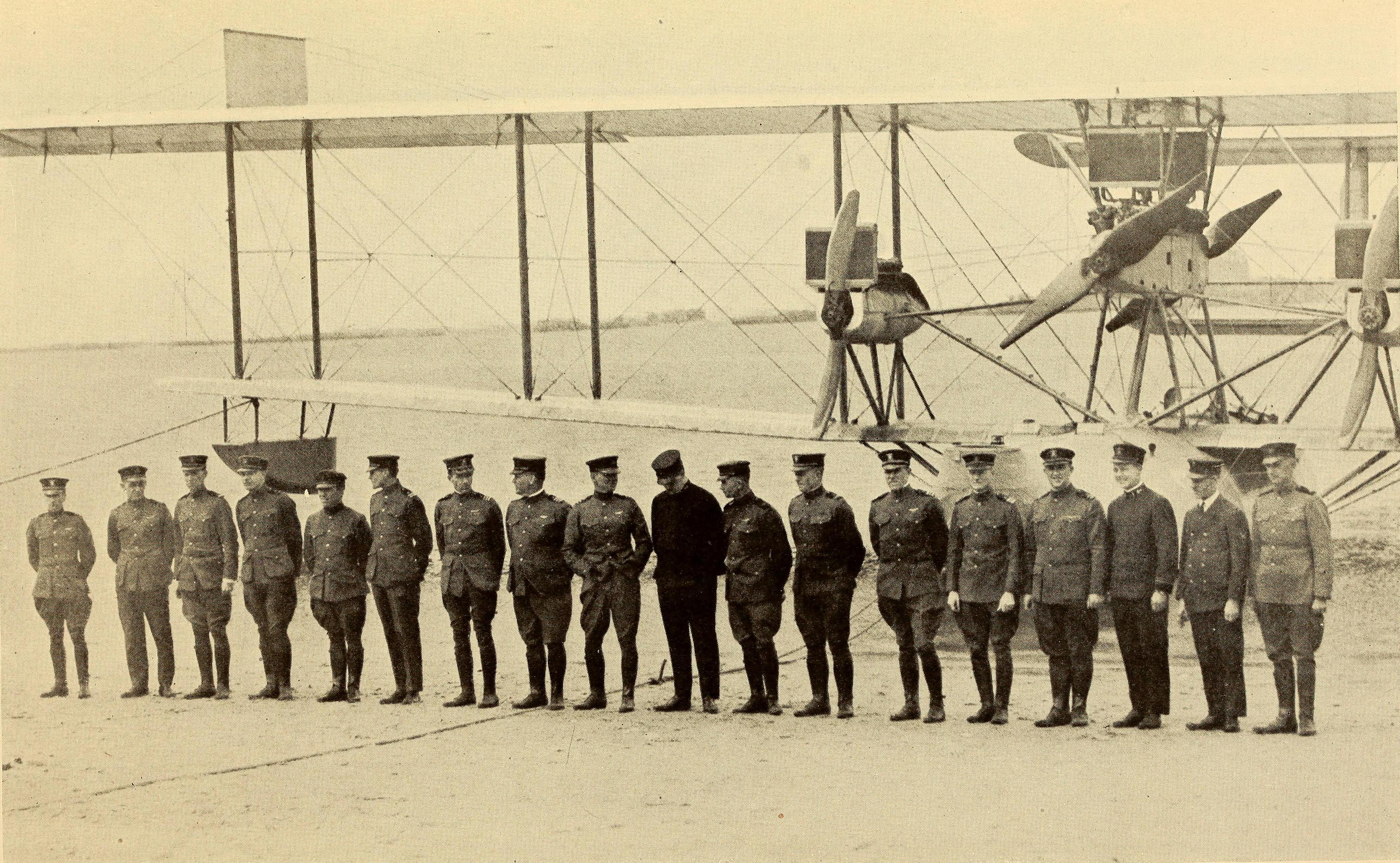
Posádky hydroplánů NC-1, NC-3 a NC-4 na společné fotografii pořízené před startem k prvnímu transatlantickému letu

Dne 8. května 1919 tři hydroplány NC-1 (A2291), NC-3 (A2293) a NC-4 (A2294) odstartovaly ze základny Naval Air Station Rockaway v New Yorku k přeletu Atlantiku. Námořnictvo přitom chtělo prověřit schopnosti letounů při transatlantickém nasazení. Posádku každého z nich tvořilo šest osob. Na palubě NC-4 byli piloti Elmer Fowler Stone a Walter T. Hinton, velitel a navigátor Albert Cushing Read, radista Herbert C. Rodd a palubní inženýři James L. Breese a Eugene S. Rhoads. Po trase uskutečnily několik mezipřistání, první na základně Naval Air Station Chatham ve státě Massachusetts. Tam musel být na NC-4 jeden z motorů vyměněn za náhradní motor Liberty, přičemž několik dnů jej zdrželo špatné počasí. Dne 14. května 1919 NC-4 přelétl do Halifaxu. Další den NC-4 odletěl do zátoky Trepassey na Newfoundlandu, kde se setkal s mateřskou lodí USS Aroostook (CM-3). Hydroplány NC-1 a NC-3 k plavidlu dorazily o dva dny dříve. Mateřská loď jim poskytla palivo a zásoby. Na NC-4 byl dočasný motor Liberty nahrazen silnějším motorem Liberty 12A o výkonu 400 koní.
Ráno 16. května 1919 trojice hydroplánů odstartovala k letu na Azory. Asi 200 mil před cílem se hydroplány dostaly do deště a špatné viditelnosti. NC-1 a NC-3 byly donuceny k přistání na mořské hladině. NC-1 byl vážně poškozen, jeho posádku zachránila řecká nákladní loď, která letoun vzala do vleku, ale za několik dnů se potopil. NC-3 přistál a po hladině 19. května 1919 doplul do přístavu Ponta Delgada na ostrově São Miguel. NC-4 změnil trasu a 17. května 1919 přistál v Hortě na ostrově Faial a do Ponta Delgado přelétl 20. května 1919. Následně několik dnů panovalo špatné počasí. Dne 27. května 1919 NC-4 přelétl do Lisabonu, kde ve 20:01 přistál v ústí řeky Tajo. Poslední etapa letu končila v Portsmouthu ve Velké Británii.
NC-4 byl následně vystaven v newyorském Central Parku a na dalších místech. V roce 1920 byl vystaven ve Smithsonově institutu a později se stal součástí jeho sbírek. Při příležitosti 50. výročí prvního transatlantického letu byl NC-4 restaurován. V rámci oslav byl 8. května 1969 vystaven v parku National Mall ve Washingtonu, D.C. Po výstavě byl rozebrán a uložen. V roce 1974 byl zapůjčen Národnímu muzeu námořního letectví (National Naval Aviation Museum) v Pensacole na Floridě.

## Konstrukce

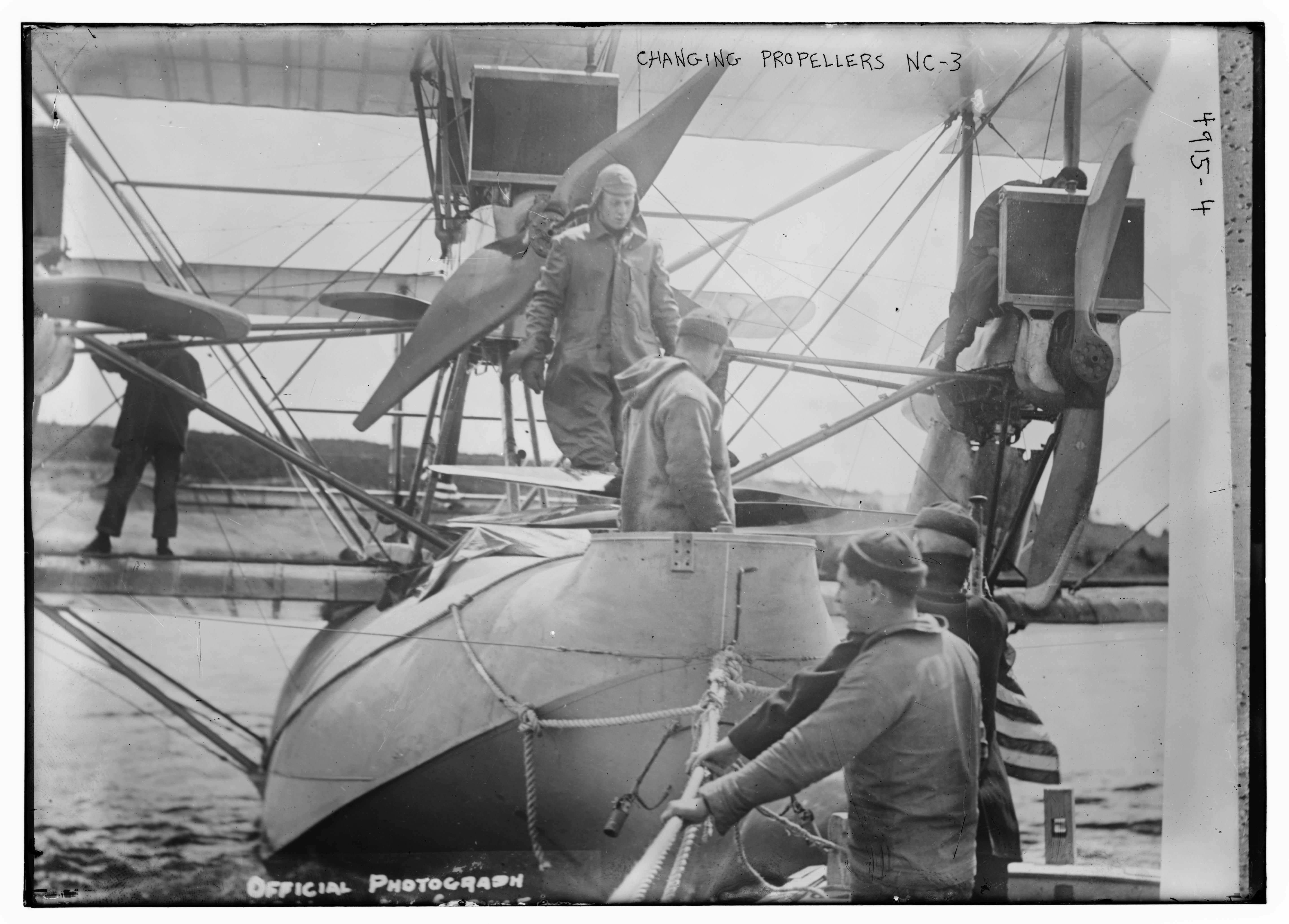
Curtiss NC-3

Letoun poháněly čtyři vodou chlazené dvanáctiválce Liberty 12A o výkonu 408 koní, umístěné ve třech gondolách mezi horním a dolním křídlem. V prostřední gondole byly dva motory, z nichž zadní byl tlačný. Roztáčely čtyřlisté vrtule. Původně přitom Curtiss NC poháněly motory tři, ale jejich výkon se ukázal nedostatečný, což si vynutilo přidání motoru čtvrtého.

## Specifikace (Curtiss NC-4)

### Technické údaje
- Posádka: 5
- Rozpětí: 38,4 m (horní křídlo), 29,26 m (dolní křídlo)
- Délka: 20,8 m
- Výška: 7,44 m
- Nosná plocha: 221,1 m2
- Hmotnost prázdného letounu: 7200 kg
- Maximální vzletová hmotnost:
- Pohonné jednotky: 4× vodou chlazený dvanáctiválec Liberty 12A
- Výkon pohonné jednotky: 408 hp

### Výkony
- Cestovní rychlost:
- Maximální rychlost: 137 km/h
- Dostup: 1372 m
- Dolet: 2366 km